# Ngugi wa Thiong'o
Ngũgĩ wa Thiong’o (prononcé : /ᵑɡoɣe wá ðiɔŋɔ/), souvent orthographié Ngugi wa Thiong’o, né James Githuka Ngugi le 5 janvier 1938 à Kamiriithu (comté de Kiambu, colonie et protectorat du Kenya) et mort le 28 mai 2025 à Buford (Géorgie, États-Unis), est un écrivain kényan de langue anglaise puis kikuyu, et théoricien du postcolonialisme. Il est cité à plusieurs reprises comme étant nobélisable.
Exilé à partir de 1982 pour raisons politiques, il devient professeur de littérature comparée  et directeur de l'International Center for Writing and Translation à l'université de Californie à Irvine.

## Biographie
James Githuka Ngugi est le cinquième fils de la troisième des quatre femmes de son père Thiong'o wa Nducu. L'enfant fréquente l'école de la mission presbytérienne de l'Église d'Écosse avant d'entrer, en 1949, dans l'école indépendante, religieuse et nationaliste, Karing'a. Le jeune garçon fait montre de réelles qualités scolaires et obtient une bourse pour l'Alliance High School, seul collège kényan à former des Africains sous le régime colonial britannique. Ngũgĩ wa Thiong'o poursuit donc son cursus scolaire en anglais, alors que la situation politique du pays commence à se dégrader puisque des voix s'élèvent contre le colonialisme anglais. La violence embrase peu à peu le pays.
Ngũgĩ wa Thiong'o rejoint alors l'Ouganda et s'inscrit à l'université Makerere en 1962, qui est alors le seul établissement universitaire d'Afrique de l'Est (dépendant de l'université de Londres). Il y dirige la revue Penpoint et se fait connaître grâce à sa première pièce L'Ermite noir.
Figure dominante de la littérature des années Daniel arap Moi, il a très tôt adopté des positions radicales sur la « politique néocoloniale de l’establishment kényan ». Il participe à une conférence controversée sur le sujet au sein de l'université Makerere.
Son premier roman, Enfant, ne pleure pas (Weep not Child), est écrit en 1962, à la veille de l’indépendance du Kenya. L'auteur y aborde, à travers les yeux de son jeune héros Njoroge, les tensions entre Blancs et Noirs, entre culture africaine et influence européenne, à une époque (1952-1956) où les insurgés kikuyus, plus connus sous le nom de Mau Mau se lèvent contre l'autorité anglaise.
De retour au Kenya, Ngũgĩ wa Thiong'o devient journaliste pour le prestigieux hebdomadaire The Nation, avant de rejoindre l'université de Leeds, au Royaume-Uni, où il commencera un travail de recherche sur Joseph Conrad. L'écrivain rédige alors Et le blé jaillira (A Grain of Wheat), paru en 1967, qui lui vaut son premier succès international.
À partir de 1967, il enseigne successivement au Kenya et en Ouganda. En 1971, il publie un premier recueil d'essais, Rentrer chez soi (Homecoming), puis vient le roman Pétales de sang (Petals of Blood), publié en 1977. Le récit, qui se déroule dans les années 1960-1970, traite du pillage des paysans et des laissés pour compte de la résistance coloniale, volés par la nouvelle classe sociale bourgeoise issue de l'indépendance.
L'écrivain « afro-saxon », comme il se définit, se consacre ensuite au théâtre avec Le Procès de Dedan Kimathi (The Trial of Dedan Kimathi, 1976) et Je me marierai quand je voudrai (Ngaahika Ndeenda (1977)). Cette dernière pièce, jouée en kikuyu devant un public populaire de plus en plus large, dérange les hautes sphères du pouvoir et les proches de Kenyatta, tout comme son engagement contre l'impérialisme culturel. Ngugi est arrêté en décembre 1977.
Il passera un an en prison, dont il est libéré après la mort de Kenyatta par Daniel arap Moi le jour de l’indépendance, tout comme de nombreux prisonniers politiques. Il ne retrouve toutefois pas son poste à l'université. Cet emprisonnement radicalise cet auteur marxisant, qui adopte un ton de plus en plus critique envers le gouvernement. Il écrit en kikuyu Caitaani mũtharaba-Inĩ (littéralement : Le diable crucifié), rédigé en prison selon la légende dans les marges de sa Bible et sur du papier toilette, dans lequel il détaille la déliquescence de son pays, cornaqué par les voyous et les profiteurs. Sa pièce suivante, Maitu Njugira (1982) est interdite, et le théâtre où elle devait être jouée, rasé. La tentative de coup d'État de 1982 surprend Ngugi en Europe ; il ne rentrera pas au pays. Pour décoloniser l'esprit (Decolonising the Mind), est son adieu à l'écriture en anglais : depuis lors, il écrit ses romans uniquement en sa langue maternelle, le kikuyu, afin de toucher plus directement son premier public, celui à qui il s'adresse en priorité. Ses romans seront ensuite traduits en anglais, swahili et d'autres langues. Matigari, qui paraît en 1986, raconte la confrontation d'un ancien guérillero mau mau et des nouveaux dirigeants politiques du pays. À la sortie du livre, le gouvernement kényan marque son irritation et va jusqu'à lancer un mandat d’arrêt contre un des personnages (fictif) du roman. Le livre sera interdit dans la foulée.
Exilé à Londres en 1982, puis en Californie, professeur de littérature comparée à l'Université de Californie à Irvine et directeur de l'Institut qu'il a créé,  l'International Centre for Writing and Translation, Ngũgĩ wa Thiong'o continue de publier régulièrement pièces et essais. Au moment où paraît en 2004 à Nairobi Murogi wa Kagogo, il décide de rentrer d’exil. « Nous avons beaucoup parlé de l'exil politique/ [...] / Ta douce figure m'a rappelé notre terre natale / Ma maison à Limuru et la tienne à Mang'u / Un jour nous rentrerons chez nous / Et nous parlerons notre propre langue. » Ainsi s'exprime l'écrivain dans le poème « Kuri Njeeri » dédié à sa femme. Murogi wa Kagogo, qui veut dire « sorcier du corbeau » est le livre le plus long jamais composé dans une langue de l'Afrique subsaharienne.
Ngũgĩ wa Thiong'o revient au Kenya le 31 juillet 2004, après 22 ans d'absence — il s'était juré de ne pas revenir dans son pays natal tant que Daniel arap Moi serait au pouvoir. Quelques jours après leur arrivée, ils sont réveillés, sa femme et lui, en pleine nuit dans leur appartement de location à Norfolk Towers. Quatre agresseurs, armés de revolvers, d'une machette et d'une cisaille, violent sa femme sous ses yeux. Ngũgĩ wa Thiong'o, qui essaie de se défendre, est frappé et brûlé au visage. Les malfaiteurs sont arrêtés quelques jours plus tard et traînés en justice.
Dans ses mémoires In the House of the Interpreter, parus en 2012, Ngũgĩ wa Thiong'o exprime son admiration pour la littérature française, notamment pour Louis-Ferdinand Céline, dont il souhaite la traduction de l'œuvre intégrale en kikuyu.
En mai 2022, après plus d'un demi-siècle d'interdiction, la pièce de théâtre Ngaahika Ndeenda (Je me marierai quand je veux) est de nouveau jouée à Nairobi. Très critique sur l’héritage colonial dans le Kenya post-indépendance, elle est jouée en langue kikuyu.
Il meurt le 28 mai 2025 à Buford (Géorgie).

## Réception
Le nom de Ngugi wa Thiong'o a circulé à maintes reprises comme nobelisable, mais ces espoirs ont été déçus autant de fois,.  Il est considéré comme l'une des sommités de la littérature africaine.

## Œuvres
- The Black Hermit, 1963 (théâtre)
- Weep Not, Child, 1964, Heinemann 1987, McMillan 2005  (ISBN 1-4050-7331-4) Publié en français sous le titre Enfant, ne pleure pas, traduit par Yvon Rivière, Abidjan, CEDA / Paris, Hatier, coll. « Monde noir poche » no 20, 1983  (ISBN 2-218-06724-2) Nouvelle édition sous le titre Ne pleure pas, mon enfant, traduit par Dominique Lanni, Caen, éditions Passage(s), coll. « Littératures », 2019  (ISBN 9791094898406)
- The River Between, Heinemann 1965, Heinemann 1989  (ISBN 0-435-90548-1) Publié en français sous le titre La Rivière de vie, traduit par Julie Senghor, Dakar, Présence africaine, 1988  (ISBN 2-7087-0504-0)
- A Grain of Wheat, 1967 (1992)  (ISBN 0-14-118699-2) Publié en français sous le titre Et le blé jaillira, traduit par Jacques Denève, Julliard, 1969 (BNF 33116446)
- This Time Tomorrow (théâtre), c. 1970
- Homecoming: Essays on African and Caribbean Literature, Culture, and Politics, Heinemann 1972  (ISBN 0-435-18580-2)
- A Meeting in the Dark (1974)
- Secret Lives, and Other Stories, 1976, Heinemann 1992  (ISBN 0-435-90975-4) Publié en français de façon partielle sous le titre Cette impitoyable sécheresse et autres nouvelles, traduit par Dominique Lanni, Caen, éditions Passage(s), 2017  (ISBN 979-1-09489-835-2) Publié en français de façon partielle sous le titre Combattants et Martyrs, traduit par Dominique Lanni, Caen, éditions Passage(s), 2017  (ISBN 979-1-09489-838-3)
- The Trial of Dedan Kimathi (théâtre), 1976  (ISBN 0-435-90191-5), African Publishing Group,  (ISBN 0-949932-45-0) (en collaboration avec Micere Githae Mugo et Njaka) Publié en français sous le titre Le Procès de Dedan Kimathi, traduit par Dominique Lanni, Caen, éditions Passage(s), 2017  (ISBN 979-1-09489-839-0)
- Ngaahika ndeenda: Ithaako ria ngerekano (I Will Marry When I Want), 1977 (théâtre; avec Ngugi wa Mirii), Heinemann Educational Books (1980)
- Petals of Blood, (1977) Penguin 2002  (ISBN 0-14-118702-6) Publié en français sous le titre Pétales de sang, traduit par Josette Mane, Paris/Dakar, Présence africaine, 1985  (ISBN 2-7087-0456-7)
- Caitaani mũtharaba-Inĩ (Le Diable sur la croix), 1980
- Writers in Politics: Essays, 1981  (ISBN 978-0-85255-541-5) (GB)  (ISBN 978-0-435-08985-6) (US)
- Education for a National Culture, 1981
- Detained: A Writer's Prison Diary, 1981
- Devil on the Cross (traduction anglaise de Caitaani mutharaba-Ini), Heinemann, 1982  (ISBN 0-435-90200-8)
- Barrel of a Pen: Resistance to Repression in Neo-Colonial Kenya, 1983
- Decolonising the Mind: The Politics of Language in African Literature, 1986  (ISBN 978-0-85255-501-9) (GB) Publié en français sous le titre Décoloniser l'esprit[8], traduit par Sylvain Prudhomme, Paris, La Fabrique éditeur, 2011  (ISBN 978-2-35872-019-9)
- Mother, Sing For Me, 1986
- Writing against Neo-Colonialism, 1986
- Njamba Nene and the Flying Bus (Njamba Nene na Mbaathi i Mathagu), 1986 (livre pour enfants)
- Matigari ma Njiruungi, 1986
- Njamba Nene and the Cruel Chief (Njamba Nene na Chibu King'ang'i), 1988 (livre pour enfants)
- Matigari, Heinemann 1989, Africa World Press 1994,  (ISBN 0-435-90546-5)
- Njamba Nene's Pistol (Bathitoora ya Njamba Nene), (livre pour enfants), 1990, Africa World Press,  (ISBN 0-86543-081-0)
- Moving the Centre: The Struggle for Cultural Freedom, Heinemann, 1993,  (ISBN 978-0-435-08079-2) (US)  (ISBN 978-0-85255-530-9) (UK)
- Penpoints, Gunpoints and Dreams: The Performance of Literature and Power in Post-Colonial Africa, (The Clarendon Lectures in English Literature 1996), Oxford University Press, 1998.  (ISBN 0-19-818390-9)
- Mũrogi wa Kagogo (Wizard of the Crow), 2004, East African Educational Publishers,  (ISBN 9966-25-162-6)
- Wizard of the Crow, 2006, Secker,  (ISBN 1-84655-034-3)
- Something Torn and New: An African Renaissance, Basic Civitas Books, 2009,  (ISBN 978-0-465-00946-6)[9]
- Dreams in a Time of War: a Childhood Memoir, Harvill Secker, 2010,  (ISBN 978-1-84655-377-6) Publié en français sous le titre "Rêver en temps de guerre", traduit par Jean-Pierre Orban et Annaëlle Rochard, La Roque d'Anthéron, Ed. Vents d'ailleurs, 2022,  (ISBN 978-2-36413-205-4).
- Secure the Base: Making Africa Visible in the Globe, 2016 Publié en français sous le titre Pour une Afrique libre, traduit par Samuel Sfez, Paris, Philippe Rey éditeur, 2017  (ISBN 978-2-84876-581-5)
- The Upright Revolution, Or Why Humans Walk Upright, Seagull Press, 2019. Traduit en 92 langues[10]

### Nouvelles isolées parues en français
- La Danseuse d'ivoire et autres nouvelles, (nouvelles de Ngũgĩ wa Thiong’o, Cyprian Ekwensi, La Guma, Kahiga, etc.), textes choisis, traduits et présentés par Jean de Grandsaigne et Gary Spackey, Paris, Hatier, coll. « Monde noir poche » no 16, 1982  (ISBN 2-218-06190-2)

## Prix et distinctions
- 2018 : Grand Prix des mécènes pour l'ensemble de son œuvre[11].
- 2016 : Prix Park Kyung-ni (Corée du Sud)
- 2014 : membre de l'Académie américaine des arts et des sciences (États-Unis)
- 2014 : docteur honoris causa de l'Université de Bayreuth (Allemagne)
- 2013 : docteur honoris causa de l'Université de Dar es Salaam (Tanzanie)
- 2012 : National Book Critics Circle Award (États-Unis)
- 2009 : sélectionné pour le Prix international Man Booker (Royaume-Uni)
- 2001 : Prix Nonino (Italie)
- 1999 : Prix Fonlon-Nichols (Canada)
- 1973 : Prix Lotus, décerné par l'Association des écrivains asiatiques et africains
- 1967 : Prix Jomo-Kenyatta (Kénya)